# Joana Raspall i Juanola
Joana Raspall i Juanola, née à Barcelone en 1913 et morte à Sant Feliu de Llobregat en 2013, est une écrivaine et bibliothécaire catalane.

## Biographie
Joana Raspall naît le 1er juillet 1913 dans le quartier de la Barceloneta, bien que la famille habite au Masnou. Son père est exploitant agricole, sa mère tient la comptabilité de l'affaire familiale. La famille s'installe plus tard à Sant Feliu de Llobregat, puis Joana part à Perpignan, à 11 ans, pour étudier. 
En pleine dictature de Primo de Rivera, à 14 ans, elle entame son activisme culturel en catalan. 
Entre 1935 et 1938, elle étudie à l'École de Bibliothécaires de Barcelone et décroche son diplôme en Sciences des bibliothèques
Elle intègre la bibliothèque de Vilafranca del Penedès jusqu'à la fin de la Guerre d'Espagne, où elle contribue à sauver de nombreux ouvrages en catalan de la destruction.
Pendant la dictature de Franco, l'enseignement du catalan est interdit. Elle l'enseigne clandestinement en faisant des cours à son domicile. Elle entrera plus tard à l'Òmnium Cultural.
Connue pour son œuvre dans la littérature enfantine, elle écrit également pour les adultes.

## Postérité
Elle reçoit la médaille d'or de la Ville de Sant Feliu de Llobregat en 1993 et la Creu de Sant Jordi  en 2006.  
En 2013, à l'occasion de son centenaire, la ville de Sant Feliu de Llobregat et la Generalitat de Catalogne déclarent 2013 "année Joana Raspall". 